# Endlicheria citriodora
Endlicheria citriodora är en lagerväxtart som beskrevs av H. van der Werff. Endlicheria citriodora ingår i släktet Endlicheria och familjen lagerväxter. Inga underarter finns listade i Catalogue of Life.